# مافت
مافت في المعلواتية الحيوية هي برمجية متواليات متعددة لتسلسل الأحماض الأمينية أو تسلسل النيوكليوتيدات. وسمي بهذا الاسم باخذ أول حرف من كل كلمة (Multiple Alignment using Fast Fourier Transform) باستخدام تحويل فورييه السريع بعد التقنية الحسابية الرئيسية المستخدمة. مافت متاحة بحرية للاستخدام الأكاديمي، دون أي ضمان.

## كيفية استخدام البرنامج
تشغيل أداة من نموذج الويب هو عملية متعددة خطوات بسيطة، بدءا من أعلى الصفحة واتباع الخطوات إلى الأسفل.
كل أداة لديها ما لا يقل عن 2 خطوات، ولكن معظمهم لديهم أكثر من ذلك:
• الخطوات الأولى هي عادة حيث يقوم المستخدم بتعيين مدخلات الأداة (مثل التسلسلات وقواعد البيانات ...)
• في الخطوات التالیة، یتوفر للمستخدم إمکانیة تغییر معلمات الأداة الافتراضیة
• وأخيرا، فإن الخطوة الأخيرة هي دائما خطوة تقديم الأداة، حيث يمكن للمستخدم تحديد عنوان ليترافق مع النتائج وعنوان بريد إلكتروني لإعلام البريد الإلكتروني. باستخدام زر تقديم سوف تقدم على نحو فعال المعلومات المحددة سابقا في شكل لإطلاق الأداة على الخادم
لاحظ أن يتم التحقق من صحة المعلمات قبل إطلاق الأداة على الخادم وفي حال وجود مجموعة مفقودة أو خاطئة من المعلمات، سيتم إعلام المستخدم مباشرة في النموذج.
الخطوة 1 - تسلسل
تسلسل نافذة الإدخال
يمكن إدخال ثلاثة متواليات أو أكثر لتكون محاذية مباشرة في هذا النموذج. يمكن أن تكون متواليات في غغ، فاستا، إمبل، بنك الجينات، بير، نبرف، فيليب أو ونيبروتكب / السويسري بروت الشكل. لا يتم قبول التسلسلات المنسقة جزئيا. إضافة عائد إلى نهاية التسلسل قد يساعد بعض التطبيقات على فهم المدخلات. لاحظ أن استخدام البيانات مباشرة من معالجات النصوص قد يؤدي إلى نتائج غير متوقعة حيث قد تكون الأحرف المخفية / التحكم موجودة. يوجد حاليا تسلسل المدخلات تسلسل 500 تسلسل و 1 مب من البيانات.
تسلسل تحميل الملف
يمكن تحميل ملف يحتوي على ثلاثة أو أكثر من التتابعات الصالحة بأي شكل (غغ، فاستا، إمبل، جينبانك، بير، نبرف، فيليب أو ونيبروتكب / سويس-بروت) واستخدامها كمدخلات لمحاذاة التسلسل المتعددة. قد تنتج ملفات معالج ورد نتائج غير متوقعة كما قد تكون الأحرف المخفية / التحكم موجودة في الملفات. فمن الأفضل لحفظ الملفات مع خيار تنسيق أونيكس لتجنب أحرف ويندوز المخفية. يوجد حاليا حد تحميل ملف مكون من 500 تسلسل و 1 ميغابايت من البيانات.يمكن تحميل ملف يحتوي على ثلاثة أو أكثر من التتابعات الصالحة بأي شكل (غغ، فاستا، إمبل، جينبانك، بير، نبرف، فيليب أو ونيبروتكب / سويس-بروت) واستخدامها كمدخلات لمحاذاة التسلسل المتعددة. قد تنتج ملفات معالج ورد نتائج غير متوقعة كما قد تكون الأحرف المخفية / التحكم موجودة في الملفات. فمن الأفضل لحفظ الملفات مع خيار تنسيق أونيكس لتجنب أحرف ويندوز المخفية. يوجد حاليا حد تحميل ملف مكون من 500 تسلسل و 1 ميغابايت من البيانات.

## روابط خارجية
- الموقع الرسمي
- MAFFT Online Server
- MAFFT server at EBI
- كلوستال / MAFFT / PRRN at GenomeNet
- ClustalW / TCoffee / MAFFT in MyHits, SIB